# Orleir Cameli
Orleir Messias Cameli (Cruzeiro do Sul, 16 de março de 1949 - Manaus, 8 de maio de 2013), ou simplesmente Orleir Cameli foi um político e empresário brasileiro, filiado pela última vez ao Democratas. foi prefeito de Cruzeiro do Sul, sua cidade natal, entre 1993 e 1994 e governador do Acre entre 1995 a 1999.
É tio do atual governador do Acre Gladson Cameli.
Faleceu em 2013, aos 64 anos, em decorrência de complicações de um câncer de intestino que havia sido diagnosticado um ano antes.